# Le Vieil-Évreux
Le Vieil-Évreux település Franciaországban, Eure megyében. Lakosainak száma 840 fő (2022. január 1.). Le Vieil-Évreux Le Val-David és La Trinité községekkel határos.

## Népesség
A település népességének változása:
| Lakosok száma | 488  | 424  | 668  | 739  | 721  | 776  | 812  | 831  | 838  | 840  |
|               | 1968 | 1982 | 1990 | 2006 | 2013 | 2015 | 2017 | 2019 | 2020 | 2022 |